# Ochropleura juldussi
Ochropleura juldussi är en fjärilsart som beskrevs av Alphéraky 1882. Ochropleura juldussi ingår i släktet Ochropleura och familjen nattflyn. Inga underarter finns listade i Catalogue of Life.